# Mychocerus orientalis
Mychocerus orientalis is een keversoort uit de familie dwerghoutkevers (Cerylonidae). De wetenschappelijke naam van de soort werd in 1983 gepubliceerd door Sasaji.